# Râul Iad
Râul Iad este un curs de apă, afluent al râului Bistrița. 